# والی‌الدین خضر
والی‌الدین خضر (انگلیسی: Walieldin Khedr؛ زادهٔ ۱۵ سپتامبر ۱۹۹۵) بازیکن فوتبال اهل سودان است.
وی همچنین در تیم ملی فوتبال سودان بازی کرده‌است.